# فيكتوريا فاولر (ممثلة)
فيكتوريا فاولر (بالإنجليزية: Victoria Fuller)‏ هي عارضة ورسامة وممثلة أمريكية، ولدت في 11 ديسمبر 1970 في سانتا باربارا في الولايات المتحدة.

## وصلات خارجية
- الموقع الرسمي
- فيكتوريا فاولر (ممثلة) على موقع IMDb (الإنجليزية)
- فيكتوريا فاولر (ممثلة) على موقع قاعدة بيانات الفيلم (الإنجليزية)